# 施蒂布斯多夫湖

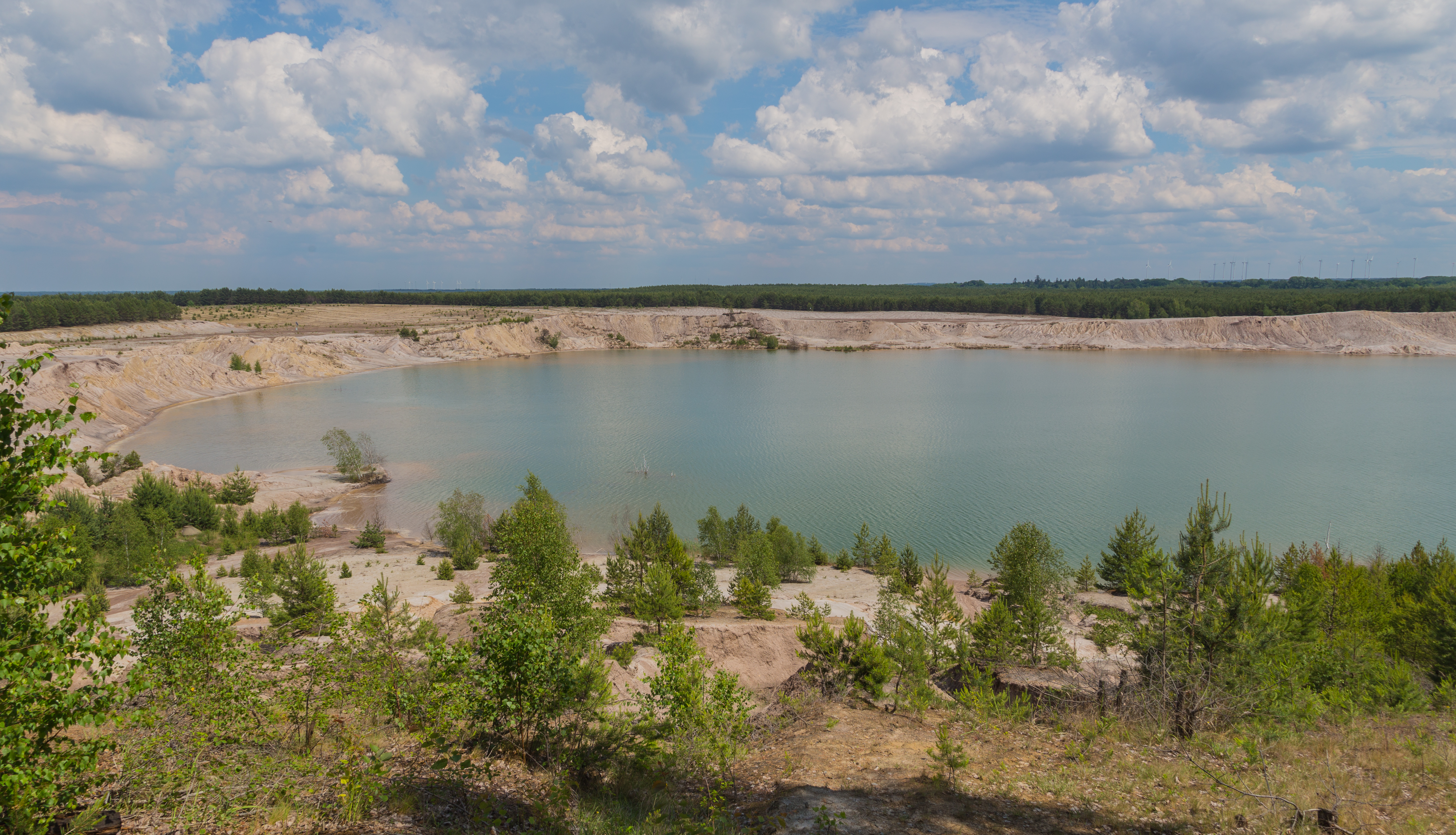

51°45′36″N 13°46′22″E / 51.7601306°N 13.772915399999988°E
施蒂布斯多夫湖（德語：Stiebsdorfer See），是德國的湖泊，位於該國西南部，由勃蘭登堡州負責管轄，處於上施普雷瓦爾德-勞西茨縣，面積0.51平方公里，海拔高度72米，水體容量400萬立方米。